# Menophra perserrata
Menophra perserrata är en fjärilsart som beskrevs av Walker 1862. Menophra perserrata ingår i släktet Menophra och familjen mätare. Inga underarter finns listade i Catalogue of Life.